# Tour de France 2006/Fahrerfeld
Folgende Fahrer und Mannschaften nahmen an der Tour de France 2006 teil:
Die deutschen, österreichischen und Schweizer Fahrer sind fett markiert.
Legende:
- Suspendierung: Ausschluss durch eigenes Team vor Rennbeginn
- Ausschluss: Ausschluss durch die Rennleitung vor Rennbeginn
- Disqualifikation: Ausschluss durch die Rennleitung nach Rennbeginn
- : Etappensieger
- : Gelbes Trikot für den Gesamtführenden
- : Grünes Trikot für den Punktbesten
- : Gepunktetes Trikot für den Führenden in der Bergwertung
- : Weißes Trikot für den besten Nachwuchsfahrer unter 25 Jahre
- : Rote Rückennummer für den kämpferischsten Fahrer des Vortages
- : Gelbe Rückennummer für das in der Mannschaftswertung führende Team

## Discovery Channel(USA)
Sportliche Leiter: Johan Bruyneel, Dirk Demol
| Nr. | Name                 | Nationalität       | Anmerkungen                                                    |
| --- | -------------------- | ------------------ | -------------------------------------------------------------- |
| 1   | José Azevedo         | Portugal           | 18. der Gesamtwertung                                          |
| 2   | Wjatscheslaw Jekimow | Russland           | 83. der Gesamtwertung                                          |
| 3   | George Hincapie      | Vereinigte Staaten | : 2. Etappe; 31. der Gesamtwertung                             |
| 4   | Egoi Martínez        | Spanien            | : 5. Etappe; 41. der Gesamtwertung                             |
| 5   | Benjamín Noval       | Spanien            | Aufgabe während der 12. Etappe                                 |
| 6   | Pavel Padrnos        | Tschechien         | 64. der Gesamtwertung                                          |
| 7   | Jaroslaw Popowytsch  | Ukraine            | : 12. Etappe; 24. der Gesamtwertung                            |
| 8   | José Luis Rubiera    | Spanien            | 91. der Gesamtwertung                                          |
| 9   | Paolo Savoldelli     | Italien            | Aufgabe während der 12. Etappe, Sturzverletzungen des Vortages |
|     |                      |                    | : 1. – 7. Etappe                                               |

## Team CSC(DEN)
Sportliche Leiter: Bjarne Riis, Scott Sunderland
| Nr. | Name                  | Nationalität       | Anmerkungen                                                                 |
| --- | --------------------- | ------------------ | --------------------------------------------------------------------------- |
| 11  | Bobby Julich          | Vereinigte Staaten | Aufgabe während der 7. Etappe, Kahnbeinbruch in der rechten Hand nach Sturz |
| 12  | Giovanni Lombardi     | Italien            | Aufgabe während der 11. Etappe                                              |
| 13  | Stuart O’Grady        | Australien         | 90. der Gesamtwertung                                                       |
| 14  | Carlos Sastre         | Spanien            | Dritter der Gesamtwertung                                                   |
| 15  | Fränk Schleck         | Luxemburg          | : 15. Etappe; 10. der Gesamtwertung                                         |
| 16  | Christian Vande Velde | Vereinigte Staaten | 23. der Gesamtwertung                                                       |
| 17  | Jens Voigt            | Deutschland        | : 13. Etappe; : 14. Etappe; 52. der Gesamtwertung                           |
| 18  | David Zabriskie       | Vereinigte Staaten | 73. der Gesamtwertung                                                       |
|     | Ivan Basso            | Italien            | Ausschluss ohne Nachnominierung                                             |
|     |                       |                    | : 14. – 17. Etappe                                                          |

## T-Mobile Team(GER)
Sportliche Leiter: Giovanni Fidanza, Valerio Piva
| Nr. | Name             | Nationalität | Anmerkungen                                                            |
| --- | ---------------- | ------------ | ---------------------------------------------------------------------- |
| 21  | Andreas Klöden   | Deutschland  | Zweiter der Gesamtwertung                                              |
| 22  | Giuseppe Guerini | Italien      | 25. der Gesamtwertung                                                  |
| 23  | Serhij Hontschar | Ukraine      | : 7. & 19. Etappe; : 8. – 10. Etappe; 51. der Gesamtwertung            |
| 24  | Matthias Kessler | Deutschland  | : 3. Etappe; 53. der Gesamtwertung                                     |
| 25  | Eddy Mazzoleni   | Italien      | 26. der Gesamtwertung                                                  |
| 26  | Michael Rogers   | Australien   | Neunter der Gesamtwertung                                              |
| 27  | Patrik Sinkewitz | Deutschland  | 22. der Gesamtwertung                                                  |
|     | Óscar Sevilla    | Spanien      | Suspendierung ohne Nachnominierung                                     |
|     | Jan Ullrich      | Deutschland  | Suspendierung ohne Nachnominierung                                     |
|     |                  |              | : 8. – 10., 12., 13. & 18. – 20. Etappe; Sieger der Mannschaftswertung |

## ag2r Prévoyance(FRA)
Sportlicher Leiter: Laurent Biondi
| Nr. | Name              | Nationalität | Anmerkungen                                            |
| --- | ----------------- | ------------ | ------------------------------------------------------ |
| 31  | Christophe Moreau | Frankreich   | Siebter der Gesamtwertung                              |
| 32  | José Luis Arrieta | Spanien      | : 4. Etappe; 27. der Gesamtwertung                     |
| 33  | Mikel Astarloza   | Spanien      | 35. der Gesamtwertung                                  |
| 34  | Sylvain Calzati   | Frankreich   | : 8. Etappe; : 9. Etappe; 33. der Gesamtwertung        |
| 35  | Cyril Dessel      | Frankreich   | : 11. Etappe; : 11. Etappe; Sechster der Gesamtwertung |
| 36  | Samuel Dumoulin   | Frankreich   | : 6. Etappe; 119. der Gesamtwertung                    |
| 37  | Simon Gerrans     | Australien   | 78. der Gesamtwertung                                  |
| 38  | Stéphane Goubert  | Frankreich   | 36. der Gesamtwertung                                  |
|     | Francisco Mancebo | Spanien      | Ausschluss ohne Nachnominierung                        |
|     |                   |              | : 11. Etappe                                           |

## Astana-Würth(ESP) (Teamausschluss)
Sportliche Leiter: vakant
| Nr. | Name                 | Nationalität | Anmerkungen                        |
| --- | -------------------- | ------------ | ---------------------------------- |
|     | Alexander Winokurow  | Kasachstan   | Teamausschluss, da zu wenig Fahrer |
|     | Carlos Barredo       | Spanien      | Teamausschluss, da zu wenig Fahrer |
|     | Joseba Beloki        | Spanien      | Suspendierung ohne Nachnominierung |
|     | Alberto Contador     | Spanien      | Suspendierung ohne Nachnominierung |
|     | Allan Davis          | Australien   | Suspendierung ohne Nachnominierung |
|     | Andrei Kaschetschkin | Kasachstan   | Teamausschluss, da zu wenig Fahrer |
|     | Isidro Nozal         | Spanien      | Suspendierung ohne Nachnominierung |
|     | Sérgio Paulinho      | Portugal     | Suspendierung ohne Nachnominierung |
|     | Luis León Sánchez    | Spanien      | Teamausschluss, da zu wenig Fahrer |

Auf Grund des Dopingverdachts bei Alberto Contador, Joseba Beloki, Isidro Nozal, Allan Davis und Sergio Paulinho suspendierte das Team diese Fahrer. Da ein Team jedoch mit mindestens fünf Fahrern antreten muss, wurde das gesamte Team von der Tour ausgeschlossen.

## Team Gerolsteiner(GER)
Sportliche Leiter: Udo Bölts, Christian Wegmann
| Nr. | Name            | Nationalität       | Anmerkungen                                        |
| --- | --------------- | ------------------ | -------------------------------------------------- |
| 41  | Levi Leipheimer | Vereinigte Staaten | : 19. Etappe; 12. der Gesamtwertung                |
| 42  | Markus Fothen   | Deutschland        | : 4. – 6. & 8. – 17. Etappe; 14. der Gesamtwertung |
| 43  | David Kopp      | Deutschland        | Aufgabe während der 16. Etappe                     |
| 44  | Sebastian Lang  | Deutschland        | 65. der Gesamtwertung                              |
| 45  | Ronny Scholz    | Deutschland        | 95. der Gesamtwertung                              |
| 46  | Georg Totschnig | Österreich         | 46. der Gesamtwertung                              |
| 47  | Fabian Wegmann  | Deutschland        | : 2. Etappe; 67. der Gesamtwertung                 |
| 48  | Peter Wrolich   | Österreich         | 134. der Gesamtwertung                             |
| 49  | Beat Zberg      | Schweiz            | Aufgabe während der 15. Etappe                     |

## Rabobank(NED)
Sportliche Leiter: Erik Breukink, Frans Maassen
| Nr. | Name                | Nationalität | Anmerkungen                                                                                          |
| --- | ------------------- | ------------ | --- |
| 51  | Denis Menschow      | Russland     | : 11. Etappe; Fünfter der Gesamtwertung                                                              |
| 52  | Michael Boogerd     | Niederlande  | 13. der Gesamtwertung                                                                                |
| 53  | Bram de Groot       | Niederlande  | Aufgabe während der 15. Etappe, Offene Wunde am Knie nach Sturz                                      |
| 54  | Erik Dekker         | Niederlande  | Aufgabe während der 3. Etappe, Gehirnerschütterung, Quetschungen und Gesichtsverletzungen nach Sturz |
| 55  | Juan Antonio Flecha | Spanien      | 81. der Gesamtwertung                                                                                |
| 56  | Óscar Freire        | Spanien      | : 5. & 9. Etappe; Aufgabe vor der 18. Etappe, anhaltende Kopf- und Halsschmerzen                     |
| 57  | Joost Posthuma      | Niederlande  | : 1. Etappe; 84. der Gesamtwertung                                                                   |
| 58  | Michael Rasmussen   | Dänemark     | : 16. Etappe; : 17. – 20. Etappe; : 17. Etappe; Sieger der Bergwertung; 17. der Gesamtwertung        |
| 59  | Pieter Weening      | Niederlande  | 92. der Gesamtwertung                                                                                |

## Davitamon-Lotto(BEL)
Sportliche Leiter: Marc Seargent, Herman Frison, Hendrik Redant
| Nr. | Name               | Nationalität       | Anmerkungen                                                                                    |
| --- | ------------------ | ------------------ | ---------------------------------------------------------------------------------------------- |
| 61  | Cadel Evans        | Australien         | Vierter der Gesamtwertung                                                                      |
| 62  | Mario Aerts        | Belgien            | 105. der Gesamtwertung                                                                         |
| 63  | Christophe Brandt  | Belgien            | 39. der Gesamtwertung                                                                          |
| 64  | Christopher Horner | Vereinigte Staaten | 63. der Gesamtwertung                                                                          |
| 65  | Robbie McEwen      | Australien         | : 2., 4. & 6. Etappe; : 3. & 5. – 20. Etappe; Sieger der Punktewertung; 115. der Gesamtwertung |
| 66  | Fred Rodriguez     | Vereinigte Staaten | Aufgabe während der 3. Etappe, Schultertrauma und Handgelenksverletzung nach Sturz             |
| 67  | Gert Steegmans     | Belgien            | 136. der Gesamtwertung                                                                         |
| 68  | Wim Vansevenant    | Belgien            | 138. und Letzter der Gesamtwertung                                                             |
| 69  | Johan Vansummeren  | Belgien            | 111. der Gesamtwertung                                                                         |

## Phonak Hearing Systems(SUI)
Sportlicher Leiter: Adriano Baffi
| Nr. | Name                           | Nationalität       | Anmerkungen |
| --- | ------------------------------ | ------------------ | --- |
| 71  | Floyd Landis                   | Vereinigte Staaten | : 17. Etappe; : 12., 13., 16. & 20. Etappe; : 18. Etappe; Sieger der Gesamtwertung, nachträgliche Disqualifikation wegen positiver A-Probe nach der 17. Etappe; Folge: Aberkennung des Gesamtsiegs |
| 72  | Bert Grabsch                   | Deutschland        | 106. der Gesamtwertung |
| 73  | Robert Hunter                  | Südafrika          | Disqualifikation nach der 19. Etappe, Überschreitung des Zeitlimits von 25 % |
| 74  | Nicolas Jalabert               | Frankreich         | 102. der Gesamtwertung |
| 75  | Miguel Ángel Martín Perdiguero | Spanien            | Aufgabe während der 17. Etappe, Sturzverletzungen des Vortages |
| 76  | Axel Merckx                    | Belgien            | 30. der Gesamtwertung |
| 77  | Koos Moerenhout                | Niederlande        | 61. der Gesamtwertung |
| 78  | Alexandre Moos                 | Schweiz            | 96. der Gesamtwertung |
| 79  | Víctor Hugo Peña               | Kolumbien          | 121. der Gesamtwertung |

## Lampre-Fondital(ITA)
Sportlicher Leiter: Guido Bontempi
| Nr. | Name               | Nationalität | Anmerkungen                                                                                     |
| --- | ------------------ | ------------ | ----------------------------------------------------------------------------------------------- |
| 81  | Damiano Cunego     | Italien      | : 18. – 20. Etappe; Sieger der Nachwuchswertung; 11. der Gesamtwertung                          |
| 82  | Alessandro Ballan  | Italien      | 66. der Gesamtwertung                                                                           |
| 83  | Daniele Bennati    | Italien      | : 13. Etappe; Aufgabe während der 16. Etappe, Trauma im linken Bein und in der Hüfte nach Sturz |
| 84  | Marzio Bruseghin   | Italien      | 19. der Gesamtwertung                                                                           |
| 85  | Salvatore Commesso | Italien      | : 15. Etappe; 56. der Gesamtwertung                                                             |
| 86  | Daniele Righi      | Italien      | 108. der Gesamtwertung                                                                          |
| 87  | Paolo Tiralongo    | Italien      | 69. der Gesamtwertung                                                                           |
| 88  | Tadej Valjavec     | Slowenien    | 16. der Gesamtwertung                                                                           |
| 89  | Francisco Vila     | Spanien      | 21. der Gesamtwertung                                                                           |

## Caisse d’Epargne-Illes Balears(ESP)
Sportlicher Leiter: Eusebio Labiano
| Nr. | Name                       | Nationalität | Anmerkungen                                                                                     |
| --- | -------------------------- | ------------ | ----------------------------------------------------------------------------------------------- |
| 91  | Alejandro Valverde         | Spanien      | Aufgabe während der 3. Etappe, Schlüsselbeinbruch nach Sturz                                    |
| 92  | David Arroyo               | Spanien      | 20. der Gesamtwertung                                                                           |
| 93  | Florent Brard              | Frankreich   | Aufgabe vor der 20. Etappe, Bruch der linken Hand nach Sturz am Vortag                          |
| 94  | Isaac Gálvez               | Spanien      | Aufgabe während der 12. Etappe                                                                  |
| 95  | José Vicente García Acosta | Spanien      | 114. der Gesamtwertung                                                                          |
| 96  | Wladimir Karpez            | Russland     | 29. der Gesamtwertung                                                                           |
| 97  | Óscar Pereiro              | Spanien      | : 14., 15. & 17. – 19. Etappe; Sieger der Gesamtwertung, nach Disqualifikation von Floyd Landis |
| 98  | Nicolas Portal             | Frankreich   | 99. der Gesamtwertung                                                                           |
| 99  | Xabier Zandio              | Spanien      | 32. der Gesamtwertung                                                                           |

## Quick Step-Innergetic(BEL)
Sportliche Leiter: Wilfried Peeters, Serge Parsani
| Nr. | Name               | Nationalität | Anmerkungen                                                    |
| --- | ------------------ | ------------ | -------------------------------------------------------------- |
| 101 | Tom Boonen         | Belgien      | : 4. – 7. Etappe; : 4. Etappe; Aufgabe während der 15. Etappe  |
| 102 | Wilfried Cretskens | Belgien      | Aufgabe während der 11. Etappe                                 |
| 103 | Steven de Jongh    | Niederlande  | Aufgabe während der 16. Etappe, Sturzverletzungen des Vortages |
| 104 | Juan Manuel Gárate | Spanien      | 71. der Gesamtwertung                                          |
| 105 | Filippo Pozzato    | Italien      | 132. der Gesamtwertung                                         |
| 106 | José Rujano        | Venezuela    | Aufgabe vor der 17. Etappe                                     |
| 107 | Bram Tankink       | Niederlande  | 93. der Gesamtwertung                                          |
| 108 | Matteo Tosatto     | Italien      | : 18. Etappe; 124. der Gesamtwertung                           |
| 109 | Cédric Vasseur     | Frankreich   | 94. der Gesamtwertung                                          |

## Crédit Agricole(FRA)
Sportlicher Leiter: Serge Beucherie
| Nr. | Name                 | Nationalität | Anmerkungen                                                                 |
| --- | -------------------- | ------------ | --------------------------------------------------------------------------- |
| 111 | Pietro Caucchioli    | Italien      | 15. der Gesamtwertung                                                       |
| 112 | Alexander Botscharow | Russland     | 48. der Gesamtwertung                                                       |
| 113 | Anthony Charteau     | Frankreich   | 113. der Gesamtwertung                                                      |
| 114 | Julian Dean          | Neuseeland   | 127. der Gesamtwertung                                                      |
| 115 | Jimmy Engoulvent     | Frankreich   | Aufgabe während der 10. Etappe, anhaltende Rückenschmerzen                  |
| 116 | Patrice Halgand      | Frankreich   | 47. der Gesamtwertung                                                       |
| 117 | Sébastien Hinault    | Frankreich   | 112. der Gesamtwertung                                                      |
| 118 | Thor Hushovd         | Norwegen     | : Prolog & 20. Etappe; : 1. & 3.Etappe; : 1. Etappe; 120. der Gesamtwertung |
| 119 | Christophe Le Mével  | Frankreich   | 75. der Gesamtwertung                                                       |

## Euskaltel-Euskadi(ESP)
Sportlicher Leiter: Julian Gorospe
| Nr. | Name               | Nationalität | Anmerkungen |
| --- | ------------------ | ------------ | --- |
| 121 | Iban Mayo          | Spanien      | Aufgabe während der 11. Etappe |
| 122 | Iker Camaño        | Spanien      | 34. der Gesamtwertung |
| 123 | Unai Etxebarria    | Venezuela    | 126. der Gesamtwertung |
| 124 | Aitor Hernández    | Spanien      | Kämpferischster Fahrer der 20. Etappe (wegen Ende der Rundfahrt nicht mit der Roten Rückennummer ausgezeichnet); 135. der Gesamtwertung |
| 125 | Iñaki Isasi        | Spanien      | 70. der Gesamtwertung |
| 126 | Íñigo Landaluze    | Spanien      | 49. der Gesamtwertung |
| 127 | David López García | Spanien      | Aufgabe während der 18. Etappe |
| 128 | Gorka Verdugo      | Spanien      | 74. der Gesamtwertung |
| 129 | Haimar Zubeldia    | Spanien      | Achter der Gesamtwertung |

## Cofidis(FRA)
Sportliche Leiter: Francis Van Londersele, Alain Deloeuil
| Nr. | Name             | Nationalität           | Anmerkungen                                                      |
| --- | ---------------- | ---------------------- | ---------------------------------------------------------------- |
| 131 | David Moncoutié  | Frankreich             | 57. der Gesamtwertung                                            |
| 132 | Stéphane Augé    | Frankreich             | 122. der Gesamtwertung                                           |
| 133 | Jimmy Casper     | Frankreich             | : 1. Etappe; : 2. Etappe; 137. der Gesamtwertung                 |
| 134 | Sylvain Chavanel | Frankreich             | 44. der Gesamtwertung                                            |
| 135 | Arnaud Coyot     | Frankreich             | 129. der Gesamtwertung                                           |
| 136 | Cristian Moreni  | Italien                | 43. der Gesamtwertung                                            |
| 137 | Iván Parra       | Kolumbien              | 42. der Gesamtwertung                                            |
| 138 | Rik Verbrugghe   | Belgien                | Aufgabe während der 14. Etappe, Oberschenkelhalsbruch nach Sturz |
| 139 | Bradley Wiggins  | Vereinigtes Königreich | 123. der Gesamtwertung                                           |

## Saunier Duval-Prodir(ESP)
Sportlicher Leiter: Mauro Gianetti
| Nr. | Name                       | Nationalität           | Anmerkungen |
| --- | -------------------------- | ---------------------- | --- |
| 141 | Gilberto Simoni            | Italien                | 59 der Gesamtwertung                                                                                                |
| 142 | David Cañada               | Spanien                | Aufgabe während der 14. Etappe, Schlüsselbeinbruch nach Sturz                                                       |
| 143 | David de la Fuente         | Spanien                | : 3., 12. – 16. Etappe; : 3. & 12. Etappe; Sieger in der Wertung des Kämpferischsten Fahrers; 55. der Gesamtwertung |
| 144 | José Ángel Gómez Marchante | Spanien                | Aufgabe während der 17. Etappe                                                                                      |
| 145 | Rubén Lobato               | Spanien                | 45. der Gesamtwertung                                                                                               |
| 146 | David Millar               | Vereinigtes Königreich | 58. der Gesamtwertung                                                                                               |
| 147 | Riccardo Riccò             | Italien                | 97. der Gesamtwertung                                                                                               |
| 148 | Christophe Rinero          | Frankreich             | 40. der Gesamtwertung                                                                                               |
| 149 | Francisco José Ventoso     | Spanien                | 77. der Gesamtwertung                                                                                               |

## Française des Jeux(FRA)
Sportlicher Leiter: Yvon Madiot
| Nr. | Name              | Nationalität | Anmerkungen                                 |
| --- | ----------------- | ------------ | ------------------------------------------- |
| 151 | Sandy Casar       | Frankreich   | 68. der Gesamtwertung                       |
| 152 | Carlos Da Cruz    | Frankreich   | 76. der Gesamtwertung                       |
| 153 | Bernhard Eisel    | Österreich   | 107. der Gesamtwertung                      |
| 154 | Philippe Gilbert  | Belgien      | 109. der Gesamtwertung                      |
| 155 | Sébastien Joly    | Frankreich   | Aufgabe während der 16. Etappe              |
| 156 | Gustav Larsson    | Schweden     | 104. der Gesamtwertung                      |
| 157 | Thomas Lövkvist   | Schweden     | 62. der Gesamtwertung                       |
| 158 | Christophe Mengin | Frankreich   | 130. der Gesamtwertung                      |
| 159 | Benoît Vaugrenard | Frankreich   | : 2., 3. & 7. Etappe; 86. der Gesamtwertung |

## Liquigas-Bianchi(ITA)
Sportlicher Leiter: Mario Chiesa
| Nr. | Name             | Nationalität | Anmerkungen                                 |
| --- | ---------------- | ------------ | ------------------------------------------- |
| 161 | Danilo Di Luca   | Italien      | Aufgabe vor der 2. Etappe, Blasenentzündung |
| 162 | Michael Albasini | Schweiz      | 117. der Gesamtwertung                      |
| 163 | Magnus Bäckstedt | Schweden     | Aufgabe während der 14. Etappe              |
| 164 | Patrick Calcagni | Schweiz      | 128. der Gesamtwertung                      |
| 165 | Kjell Carlström  | Finnland     | 131. der Gesamtwertung                      |
| 166 | Stefano Garzelli | Italien      | : 16. Etappe; 54. der Gesamtwertung         |
| 167 | Matej Mugerli    | Slowenien    | 118. der Gesamtwertung                      |
| 168 | Luca Paolini     | Italien      | 100. der Gesamtwertung                      |
| 169 | Manuel Quinziato | Italien      | 79. der Gesamtwertung                       |

## Bouygues Télécom(FRA)
Sportlicher Leiter: Jean-René Bernaudeau
| Nr. | Name             | Nationalität | Anmerkungen                                            |
| --- | ---------------- | ------------ | ------------------------------------------------------ |
| 171 | Thomas Voeckler  | Frankreich   | 88. der Gesamtwertung                                  |
| 172 | Walter Bénéteau  | Frankreich   | : 2. Etappe; 110. der Gesamtwertung                    |
| 173 | Laurent Brochard | Frankreich   | Aufgabe vor der 10. Etappe, anhaltende Rückenschmerzen |
| 174 | Pierrick Fédrigo | Frankreich   | : 14. Etappe; 28. der Gesamtwertung                    |
| 175 | Anthony Geslin   | Frankreich   | : 7. Etappe; 87. der Gesamtwertung                     |
| 176 | Laurent Lefèvre  | Frankreich   | 37. der Gesamtwertung                                  |
| 177 | Jérôme Pineau    | Frankreich   | : 4. – 10. Etappe; 82. der Gesamtwertung               |
| 178 | Didier Rous      | Frankreich   | 72. der Gesamtwertung                                  |
| 179 | Matthieu Sprick  | Frankreich   | 50. der Gesamtwertung                                  |

## Team Milram(ITA)
Sportlicher Leiter: Antonio Bevilacqua
| Nr. | Name            | Nationalität | Anmerkungen                                                    |
| --- | --------------- | ------------ | -------------------------------------------------------------- |
| 181 | Erik Zabel      | Deutschland  | 85. der Gesamtwertung                                          |
| 182 | Mirko Celestino | Italien      | Aufgabe während der 14. Etappe                                 |
| 183 | Ralf Grabsch    | Deutschland  | 101. der Gesamtwertung                                         |
| 184 | Andrij Hrywko   | Ukraine      | Aufgabe während der 15. Etappe                                 |
| 185 | Maxim Iglinski  | Kasachstan   | Aufgabe während der 16. Etappe, Sturzverletzungen des Vortages |
| 186 | Christian Knees | Deutschland  | : 10. Etappe; 103. der Gesamtwertung                           |
| 187 | Fabio Sacchi    | Italien      | Aufgabe vor der 6. Etappe, Bronchitis                          |
| 188 | Björn Schröder  | Deutschland  | 80. der Gesamtwertung                                          |
| 189 | Marco Velo      | Italien      | 98. der Gesamtwertung                                          |

## Agritubel(FRA)
Sportlicher Leiter: Denis Leproux
| Nr. | Name                    | Nationalität | Anmerkungen                                                |
| --- | ----------------------- | ------------ | ---------------------------------------------------------- |
| 191 | Juan Miguel Mercado     | Spanien      | : 10. Etappe; : 11. Etappe; Aufgabe während der 17. Etappe |
| 192 | Manuel Calvente         | Spanien      | 89. der Gesamtwertung                                      |
| 193 | Cédric Coutouly         | Frankreich   | 133. der Gesamtwertung                                     |
| 194 | Moisés Dueñas           | Spanien      | 60. der Gesamtwertung                                      |
| 195 | Eduardo Gonzalo Ramírez | Spanien      | 116. der Gesamtwertung                                     |
| 196 | Christophe Laurent      | Frankreich   | 125. der Gesamtwertung                                     |
| 197 | José Alberto Martínez   | Spanien      | Aufgabe während der 12. Etappe                             |
| 198 | Samuel Plouhinec        | Frankreich   | Aufgabe während der 12. Etappe, Lendenschmerzen            |
| 199 | Benoît Salmon           | Frankreich   | 38. der Gesamtwertung                                      |